# Patricia Velásquez Guzmán
Patricia Velásquez Guzmán (Costa Rica) es una directora, productora y guionista de cine costarricense.

## Trayectoria
Los padres de Patricia son chilenos y se exiliaron a Costa Rica. Su madre venía embarazada de siete meses por ello la cineasta nació en Costa Rica. Obtuvo una Licenciatura en Psicología en la Universidad Autónoma de Centro América y un Máster en Comunicación en la Universidad de Costa Rica. En 2008 cofundó la empresa Tiempo Líquido especializada en producción para cine, televisión y web desde la cual ha dirigido varios largometrajes de ficción. 
Es productora de la ópera prima de Juan Araya, Muere la Paz (Costa Rica-Argentina).
Ha participado en distintos talleres cinematográficos como el Berlinale Talents, Guadalajara Talents, BRLab, Bolivia Lab, entre otros. Es profesora en diferentes escuelas de cine.
Velásquez muestra su interés por la memoria histórica y así lo refleja en su trabajo con la serie sobre poetas "Algunos lugares" o "Contemporáneos".

## Filmografía
Directora
- Cualquiera (2008) (corto)
- Matías 2010 (corto)
- Dos aguas (Costa Rica – Colombia, 2015)
- La sombra del naranjo (2016) documental codirección con Oscar Herrera
- Algunos lugares (2018) serie documental con el trabajo de poetas nacionales.[5]
- Apego (Costa Rica-Chile, 2019)  directora y guionista
- La piel del agua (Costa Rica-Chile) directora y coguionista con Óscar Herrera.
- Contemporáneos (2020) serie documental con seis episodios sobre origen del movimiento Mireya Barboza, Cristina Gigirey, Elena Gutiérrez, Nandayure Harley, Mimí González.[5]
- Temporal (2023)

Productora
- Aurora (Costa Rica-México-Panamá) de la directora Paz Fábrega en 2020.

## Premios y reconocimientos
- 2015 Mención especial a la Dirección de Fotografía por "Dos aguas".[6]
- La sombra del naranjo (en codirección con Óscar Herrera) con el que ganó para Costa Rica el fondo DocTV Latinoamérica
- 2018 Premio Nacional de Cultura Armando Céspedes Marín a Mejor Producción en 2018, por su serie web Algunos Lugares,
- 2019 Premio Nacional en Artes Audiovisuales a Mejor Dirección por Apego.[7]
- 2020 Premio del Público del Festival de Cine Las Américas por Apego